# Редвуд, Бернард
Бернард Бовертон Редвуд (англ. Bernard Boverton Redwood; 28 ноября 1874, Пензанс — 28 сентября 1911, Лондон) — британский гонщик на моторных лодках, двукратный чемпион летних Олимпийских игр 1908.
На Играх 1908 в Лондоне Редвуд вместе со своим экипажем участвовал в двух классах лодок — до 60 футов и 6,5—8 м. В каждом только его лодка смогла финишировать, и Редвуд стал двукратным чемпионом Игр.